# Juan Manuel Pedrón
Juan Manuel Pedrón Alfonso (Morales del Vino, Zamora, 1998) es un abogado y político español, actual presidente de Nuevas Generaciones Zamora desde 2024.
También es miembro del Comité Ejecutivo del Partido Popular de Castilla y León que preside Alfonso Fernández Mañueco desde 2022 y concejal del Ayuntamiento de Morales del Vino desde 2019.

## Biografía
Pedrón nació en Morales del Vino en 1998. Estudió el grado en Derecho en la Universidad de Salamanca. Luego realizó el máster en acceso a la abogacía en la Universidad de Salamanca. En 2022 tras superar la prueba de acceso a la abogacía obtuvo el título de abogado. Es abogado colegiado del Ilustre Colegio de Abogados de Zamora (ICA Zamora).
Desde junio de 2023 es miembro asesor del Gabinete de Presidencia de la Diputación de Zamora con Javier Faúndez (PP) como presidente.
En las elecciones municipales de 2019 Pedrón fue candidato a concejal del Ayuntamiento de Morales del Vino, por el Partido Popular, con Carmen Lorenzo Coca como cabeza de lista y candidata a alcaldesa. El PP ganó las elecciones y Pedrón fue elegido concejal del Ayuntamiento de Morales del Vino. En las elecciones municipales de 2023 Pedrón volvió a ser candidato a concejal del Ayuntamiento de Morales del Vino, por el Partido Popular, con Carmen Lorenzo Coca como cabeza de lista y candidata a alcaldesa. El PP volvió a ganar las elecciones y Pedrón volvió a salir elegido concejal del Ayuntamiento de Morales del Vino.
En 2022 Pedrón fue elegido miembro del Comité Ejecutivo del Partido Popular de Castilla y León como miembro del secretariado del comité con Alfonso Fernández Mañueco como presidente del PP de Castilla y León.
En las elecciones de Castilla y León de 2022 Pedrón fue candidato a procurador de las Cortes de Castilla y León por el Partido Popular (PP), por la circunscripción de Zamora, con Isabel Blanco Llamas como cabeza de lista.
El 2 de enero de 2024 fue elegido presidente de Nuevas Generaciones Zamora, sucediendo a David Ángel Hernández, en el congreso al que acudió el secretario general del PPCyL Francisco Vázquez.
El 12 de marzo de 2025 dejó su acta de concejal del Ayuntamiento de Morales del Vino para centrarse en la Diputación de Zamora y en las Nuevas Generaciones de Zamora.
En 2024 recibió el Premio Jóvenes Abogados "Antonio Hernández-Gil".